# Wyspa Chrząszczewska
Die Wyspa Chrząszczewska [ˈvɨspa χʃɔ̃ʃˈt͡ʃɛfska] (deutsch Insel Gristow) ist eine Insel in der Woiwodschaft Westpommern in Polen.
Die Insel ist etwa 10 km² groß und liegt in der Dziwna (Dievenow), einem der drei Mündungsarme der Oder, zwischen der Insel Wolin (Wollin) und dem Festland Hinterpommerns bei der Stadt Kamień Pomorski (Cammin). Die Dziwna hat sich hier zu Seen verbreitert, südlich der Insel liegt die Maade, nördlich der Zalew Kamieński (Camminer Bodden).
Die Insel besteht überwiegend aus einer Kreidekalkscholle, was früher zum Kalkabbau genutzt wurde. Auf der Insel befinden sich die drei Ortschaften Chrząszczewo (Gristow), Chrząszczewko (Neu Gristow) und Buniewice (Bünnewitz). Die mit 26,60 m höchste Erhebung heißt Wyżawa (deutsch Hohe-Berg).
Im Wasser nördlich der Insel liegt ein erstmals 1426 erwähnter Findling, die grote Stein in Water. Ähnlich wie zum Waschstein gibt es auch zu diesem Findling eine Sage.  In der Vergangenheit wurden Teile von ihm abgesprengt, heute hat er noch einen Umfang von etwa 20 m und ragt etwa 2 m aus dem Wasser.